# Marcel Feye
Marcel Feye, né le 19 avril 1883 à Louvain en Belgique et mort le 8 octobre 1965 à Forest (Bruxelles) en Belgique, est un footballeur international belge actif au début du XXe siècle. Gardien de but, occasionnellement arrière droit, il effectue sa carrière dans deux clubs bruxellois, le Racing et le Léopold, remportant trois titres de champion de Belgique avec le premier.

## Biographie
Marcel Feye débute en équipe première du Racing Club de Bruxelles en 1900, à l'âge de 17 ans. Son frère René Feye, de deux ans son aîné, rejoint l'équipe au même moment. Le club bruxellois vient alors de remporter son deuxième titre de champion de Belgique. Il devient le gardien titulaire et participe à la conquête de trois nouveaux titres consécutifs entre 1901 et 1903.
En 1904, il part pour un club rival, le Léopold Club de Bruxelles. Titulaire indiscutable dans les buts, il est appelé une première fois en équipe nationale belge en 1907 à l'occasion d'un déplacement en France qu'il joue, paradoxalement, en défense. En 1912, il quitte le « Léo » et met un terme à sa carrière de joueur.
Marcel Feye compte cinq convocations en équipe nationale belge, pour autant de matches joués. Il dispute aussi à deux reprises la Coupe Van den Abeele en 1902 et 1904 mais ces rencontres ne sont pas reconnue par la FIFA car elles ont eu lieu avant le tout premier match officiel du 1er mai 1904 face à la France.
Il est appelé pour la première fois le 21 avril 1907 pour disputer un match amical contre la France, qu'il joue avec son frère et doit ensuite attendre trois ans pour disputer quatre rencontres supplémentaires en tant que capitaine. Son dernier match est une victoire 0-3 en Allemagne le 16 mai 1910, qui reste encore aujourd'hui la seule victoire de l'équipe belge en Allemagne.

## Statistiques

### En club
| Saison                | Club                  | Championnat             | Championnat | Championnat | Coupe(s) nationale(s) | Coupe(s) nationale(s) | Total | Total |
| Saison                | Club                  | Division                | M.          | B.          | M.                    | B.                    | M.    | B.    |
| 1900-1901             | Racing CB             | Division d'Honneur (D1) | -           | -           | -                     | -                     | 0     | 0     |
| 1901-1902             | Racing CB             | Division d'Honneur (D1) | -           | -           | -                     | -                     | 0     | 0     |
| 1902-1903             | Racing CB             | Division d'Honneur (D1) | -           | -           | -                     | -                     | 0     | 0     |
| 1903-1904             | Racing CB             | Division d'Honneur (D1) | -           | -           | -                     | -                     | 0     | 0     |
| Sous-total            | Sous-total            | Sous-total              | -           | -           | -                     | -                     | 0     | 0     |
| 1904-1905             | Royal Léopold FC      | Division d'Honneur (D1) | -           | -           | -                     | -                     | 0     | 0     |
| 1905-1906             | Royal Léopold FC      | Division d'Honneur (D1) | -           | -           | -                     | -                     | 0     | 0     |
| 1906-1907             | Royal Léopold FC      | Division d'Honneur (D1) | -           | -           | -                     | -                     | 0     | 0     |
| 1907-1908             | Royal Léopold FC      | Division d'Honneur (D1) | -           | -           | -                     | -                     | 0     | 0     |
| 1908-1909             | Royal Léopold FC      | Division d'Honneur (D1) | -           | -           | -                     | -                     | 0     | 0     |
| 1909-1910             | Royal Léopold FC      | Division d'Honneur (D1) | -           | -           | -                     | -                     | 0     | 0     |
| 1910-1911             | Royal Léopold FC      | Division d'Honneur (D1) | -           | -           | -                     | -                     | 0     | 0     |
| 1911-1912             | Royal Léopold FC      | Division d'Honneur (D1) | -           | -           | -                     | -                     | 0     | 0     |
| Sous-total            | Sous-total            | Sous-total              | -           | -           | -                     | -                     | 0     | 0     |
| Total sur la carrière | Total sur la carrière | Total sur la carrière   | 121         | 6           | -                     | -                     | 121   | 6     |

### En sélections nationales
| Saison                | Sélection             | Phases finales        | Phases finales | Phases finales | Matchs amicaux | Matchs amicaux | Non officiels | Non officiels | Total | Total |
| Saison                | Sélection             | Compétition           | M              | B              | M              | B              | M             | B             | M     | B     |
| --------------------- | --------------------- | --------------------- | -------------- | -------------- | -------------- | -------------- | ------------- | ------------- | ----- | ----- |
| 1902-1903             | Belgique              | -                     | -              | -              | -              | -              | 1             | 0             | 1     | 0     |
| 1903-1904             | Belgique              | -                     | -              | -              | -              | -              | 1             | 0             | 1     | 0     |
| 1906-1907             | Belgique              | -                     | -              | -              | 1              | 0              | -             | -             | 1     | 0     |
| 1909-1910             | Belgique              | -                     | -              | -              | 4              | 0              | -             | -             | 4     | 0     |
| Total sur la carrière | Total sur la carrière | Total sur la carrière | -              | -              | 5              | 0              | 2             | 0             | 7     | 0     |

### Matchs internationaux
| Matchs internationaux de Marcel Feye | Matchs internationaux de Marcel Feye | Matchs internationaux de Marcel Feye          | Matchs internationaux de Marcel Feye | Matchs internationaux de Marcel Feye | Matchs internationaux de Marcel Feye | Matchs internationaux de Marcel Feye | Matchs internationaux de Marcel Feye |
| #                                    | Date                                 | Lieu                                          | Adversaire                           | Résultat                             | Compétition                          | Club                                 | Notes                                |
| ------------------------------------ | ------------------------------------ | --------------------------------------------- | ------------------------------------ | ------------------------------------ | ------------------------------------ | ------------------------------------ | ------------------------------------ |
| 1                                    | 21 avril 1907                        | Stade du Vivier d'Oie, Bruxelles, Belgique    | France                               | D 1 - 2                              | Match amical                         | Léopold CB                           | Titulaire.                           |
| 2                                    | 13 mars 1910                         | Kiel, Anvers, Belgique                        | Pays-Bas                             | V 3 - 2 a.p.                         | Match amical                         | Léopold CB                           | Titulaire et capitaine.              |
| 3                                    | 26 mars 1910                         | Vélodrome de Longchamps, Uccle, Belgique      | Angleterre amateur                   | N 2 - 2                              | Match amical                         | Léopold CB                           | Titulaire et capitaine.              |
| 4                                    | 10 avril 1910                        | Stadion De Hout (nl), Haarlem, Pays-Bas       | Pays-Bas                             | D 0 - 7                              | Match amical                         | Léopold CB                           | Titulaire et capitaine.              |
| 5                                    | 16 mai 1910                          | Sportplatz am Grunewald, Duisbourg, Allemagne | Allemagne                            | V 3 - 0                              | Match amical                         | Léopold CB                           | Titulaire et capitaine.              |

| Matchs non officiels de Marcel Feye | Matchs non officiels de Marcel Feye | Matchs non officiels de Marcel Feye | Matchs non officiels de Marcel Feye | Matchs non officiels de Marcel Feye | Matchs non officiels de Marcel Feye | Matchs non officiels de Marcel Feye | Matchs non officiels de Marcel Feye |
| #                                   | Date                                | Lieu                                | Adversaire                          | Résultat                            | Compétition                         | Club                                | Notes                               |
| ----------------------------------- | ----------------------------------- | ----------------------------------- | ----------------------------------- | ----------------------------------- | ----------------------------------- | ----------------------------------- | ----------------------------------- |
| 1                                   | 15 décembre 1902                    | Kiel, Anvers, Belgique              | Pays-Bas                            | V 2 - 1                             | Coupe Van den Abeele                | Racing CB                           | Titulaire.                          |
| 2                                   | 3 janvier 1904                      | Kiel, Anvers, Belgique              | Pays-Bas                            | V 6 - 4                             | Coupe Van den Abeele                | Racing CB                           | Titulaire.                          |

## Palmarès

### En club
|  |  | Racing CB - Championnat de Belgique (3) : - Champion : 1901, 1902 et 1903 - Vice-champion : 1904 |